# 埃丝特拉·希门尼斯
埃丝特拉·希门尼斯（西班牙語：Estela Giménez，1979年3月29日—），西班牙前艺术体操运动员。她曾代表西班牙参加1996年夏季奥林匹克运动会体操比赛，获得团体全能金牌。